# 八代信号所
八代信号所（やしろしんごうじょ）は、高知県吾川郡いの町枝川にあるとさでん交通伊野線の信号場である。対外的には「八代行違い場所」の呼称が用いられる。
旅客の乗降扱いは行っていないため行き違いのための信号所としての位置付けになるが、信号等は設置されていない。

## 歴史
八代信号所の開設時期については不明である。もともと当地にあった八代通停留場が西に移設された際、それまでの停留場が客扱いをしない停留場になった。
移設後も運行図表(ダイヤ)や運転士の携帯する乗務行路表に「八代」と表記され、運転士も無線交信等の際に「八代」と呼んでいる。運輸安全委員会の平成29年（2017年）11月の報告書では「八代停留場」として表記されている。
なお、2021年（令和3年）1月のダイヤ改正により行き違い列車が無くなったため分岐器の固定が行われ、現在は分岐側への進入が不能となっている（事実上の休止）。

### 年表
- 1908年（明治41年）2月20日：八代通停留場が開業[2]。
- 時期不詳[2]：八代通停留場の移設に伴い開設[3]。
- 2014年（平成26年）
  - 10月1日：土佐電気鉄道が高知県交通・土佐電ドリームサービスと経営統合し、とさでん交通が発足[5]。土佐電気鉄道からとさでん交通に承継される。
  - 11月11日：高知西バイパス工事に伴い約240メートル西へ交換設備が移設[6]。移設後も八代という名称であり、八代行違い場所としてプレスリリースされている[1]。
- 2019年（平成31年）3月25日：朝倉停留場で、伊野行きの車両が通票を受け取らずに伊野方面へ発車する重大インシデントが発生[7]。この日より当行違い場所にも暫定的ながら「駅長」が復活し、通票の授受を行なっていた[8]。
- 2021年（令和3年）1月9日：ダイヤ改正により行き違い列車の設定がなくなり、分岐側線路の使用を停止（「駅長」の配置も終了）。以後事実上の休止状態にある[9]。

## 信号所構造
2線を有し列車交換が可能であった。2021年1月のダイヤ改正により行き違い列車が無くなったため分岐器の固定が行われ、現在は分岐側への進入が不能となっている。
当信号所での列車交換が無くなった関係で、通票（タブレット）の形状が朝倉 - 伊野間を通して「○（楕円）」へと変更となった。

## 信号所周辺
- 高知信用金庫伊野支店
- 国道33号

## 隣の施設
とさでん交通
伊野線
八代通停留場 - 八代信号所 - 中山停留場

## 移転前の状況

### 移転前の構造
単線の鏡川橋 - 伊野間にあって場内は複線で、列車交換が可能。伊野方面行きの下り線は直線で、はりまや橋方面行きの上り線が北へと分岐していた。列車は交換の有無に関わらず左側線を走行していた。

### 当時の周辺
当信号所の東で伊野線の軌道は国道33号の高知西バイパスと交差する。交差地点には高知松山自動車道枝川ICがある。
- いの町立枝川小学校

### 移転前の隣の施設
とさでん交通
伊野線
宇治団地前停留場 - 八代信号所 - 八代通停留場